# Lussheim (Feige)
Lussheim ist eine aus Altlußheim in der Kurpfalz stammende Hausfeigensorte der Art Ficus carica, die für ihren süßen Geschmack und ihre große Winterhärte bekannt ist.

## Baum
Die Feigensorte Lussheim ist stark wüchsig, bildet nur wenige Ausläufer und erreicht in Mitteleuropa eine Höhe von über 5 m und eine Breite von 4 m. Das Blatt ist fünf- bis siebenlappig und tief eingeschnitten. Der Baum verzweigt sich erst ab einer Höhe von etwa einem Meter.

## Frucht
Die Früchte sind grün, sehr langstielig und wiegen zwischen 30 und 35 Gramm. Sie schmecken sehr süß und sind kernreich und reifen in Mitteleuropa schon im Juli. Trotz der frühen Fruchtreife ist die Sorte eine sogenannte „Herbstfeige“, auch „Unifera“ genannt, was bedeutet, dass der Baum nur einmal im Jahr – wenn auch sehr früh – Früchte trägt.

## Winterhärte
Die Feigensorte Lussheim verfügt über eine kaum übertroffene Winterhärte. In Lussheim hat sich der Mutterbaum über Jahrzehnte zu einem riesigen Baum entwickelt, der auch strengste Fröste überlebte.